# Krieg der Welten 3 – Wie alles begann
Krieg der Welten 3 – Wie alles begann ist ein US-amerikanischer Science-Fiction-Abenteuerfilm von David Michael Latt mit C. Thomas Howell in der Hauptrolle. Er basiert lose auf dem Roman Krieg der Welten von H. G. Wells.
Der Film handelt von einem Astronomen, der, von seiner Familie getrennt, während einer Invasion des Planeten Erde durch Marsianer um sein Überleben kämpft. Die Welt-Premiere fand am 28. Juni 2005 in den Vereinigten Staaten statt; in Deutschland wurde Krieg der Welten 3 am 22. Juni 2011 Direct-to-Video auf DVD und Blu-ray Disc veröffentlicht.

## Handlung
Da das Leben auf der Oberfläche des Planeten Mars aufgrund schlechter Wetterverhältnisse und anderer Ursachen immer bedrohlicher wird, suchen dessen Einwohner das gesamte Sonnensystem nach lebensfreundlichen Himmelskörpern ab und werden schließlich auf die Erde aufmerksam. Sie beginnen eine Invasion, wobei sie das Blut der Menschen zur Züchtung importierter Pflanzen verwenden, welche für sie lebensnotwendig sind. Sie besitzen verschiedene Kampfmaschinen, darunter sogenannte Tripoden, also dreibeinige Kolosse. Das irdische Militär, das unvorbereitet getroffen wird, unterliegt dem marsianischen und ist ihm hilflos ausgeliefert. Schließlich gelingt es, mit Hilfe von Viren und Bakterien das schwache Immunsystem der Außerirdischen anzugreifen und diese zu töten.
Im Mittelpunkt der Handlung steht der Überlebenskampf des Astronomen George Herbert. Nachdem dessen Frau Felicity von den Marsianern ermordet wurde, bleibt er, alleine mit seinem Sohn Alex, in einer aus Müll zusammengefügten Hütte in den Trümmern von New York City zurück, inmitten der restlichen Opfer.

## Nachwirkung
Im Jahr 2008 entstand unter der Regie von C. Thomas Howell mit Krieg der Welten 2 – Die nächste Angriffswelle die Fortsetzung zu Krieg der Welten 3. Die Hauptrollen übernahmen C. Thomas Howell, erneut als George Herbert, und Christopher Reid. Die Handlung, bei der es um eine zweite Invasion und einen Gegenangriff seitens der Menschen auf den Planeten Mars geht, knüpft direkt an den Vorgänger an.
In Deutschland wurden beide Filme aus Vermarktungsgründen in nicht chronologischer Reihenfolge als inoffizielle Fortsetzungen zu Steven Spielbergs Krieg der Welten von 2005 veröffentlicht und entsprechend nummeriert.